# Биллимогапуттасвами, Говинда
Говинда Биллимогапуттасвами (англ. Govinda Billimogaputtaswamy, 4 марта 1951, Сомварпет, Индия) — индийский хоккеист (хоккей на траве), нападающий, бронзовый призёр летних Олимпийских игр 1972 года, чемпион мира 1975 года.

## Биография
Говинда Биллимогапуттасвами родился 4 марта 1951 года в индийском городе Сомварпет.
Играл в хоккей на траве за Индийские авиалинии.
В 1972 году вошёл в состав сборной Индии по хоккею на траве на Олимпийских играх в Мюнхене и завоевал бронзовую медаль. Играл на позиции нападающего, провёл 8 матчей, забил 3 мяча (по одному в ворота сборных Польши, Мексики и Нидерландов).
В 1976 году вошёл в состав сборной Индии по хоккею на траве на Олимпийских играх в Монреале, занявшей 7-е место. Играл на позиции нападающего, провёл 1 матч, мячей не забивал.
В 1973 году завоевал серебро чемпионата мира в Амстелвене, в 1975 году — золото в Куала-Лумпуре.
В 1970, 1974 и 1978 годах в составе сборной Индии трижды завоевал серебряные медали хоккейных турниров летних Азиатских игр.
Удостоен государственной спортивной премии «Арджуна».
По окончании игровой карьеры был селекционером сборной Индии по хоккею на траве, продолжал играть в ветеранских турнирах.